# Обская
Обская — грузовая железнодорожная станция Северной железной дороги и одноимённый микрорайон в городе Лабытнанги  Ямало-Ненецкого автономного округа.
Посёлок расположен в просторной тундре у подножия Полярного Урала.
Пригородное сообщение по станции отсутствует. Находится на линии Чум — Харп — Лабытнанги.
С 1986 года по 2011 год длилось строительство железной дороги «Обская — Бованенково — Карская». С октября 2009 года начались грузовые операции на станции Обская. Планируется, что к 2030 году дорога будет продлена и соединит станцию Обская с морским портом в селе Харасавэй, а также будут построены ветки морского порта у вахтового посёлка Сабетта и до села Новый Порт.
После того, как будет сформирован железнодорожный Северный широтный ход (Обская — Салехард — Надым — Пангоды — Новый Уренгой — Коротчаево), планируется возведение железной дороги «Полуночное — Обская».

## Дальнее следование по станции
По состоянию на декабрь 2018 года по станции курсируют следующие поезда дальнего следования:
| Круглогодичное обращение поездов | Круглогодичное обращение поездов | Круглогодичное обращение поездов | Круглогодичное обращение поездов |
| № поезда                         | Маршрут движения                 | № поезда                         | Маршрут движения                 |
| -------------------------------- | -------------------------------- | -------------------------------- | -------------------------------- |
| 21 "Полярная стрела"             | Лабытнанги — Москва              | 22 "Полярная стрела"             | Москва — Лабытнанги              |
| 653                              | Лабытнанги — Воркута             | 654                              | Воркута — Лабытнанги             |
| 655                              | Лабытнанги — Воркута             | 656                              | Воркута — Лабытнанги             |

| Сезонное обращение поездов | Сезонное обращение поездов | Сезонное обращение поездов | Сезонное обращение поездов |
| № поезда                   | Маршрут движения           | № поезда                   | Маршрут движения           |
| -------------------------- | -------------------------- | -------------------------- | -------------------------- |
| 209                        | Лабытнанги — Москва        | 210                        | Москва — Лабытнанги        |